# Aksu (Xinjiang)
Aksu is een grote stad in de Oeigoerse autonome regio Xinjiang in de Volksrepubliek China. Het is met 383.000 inwoners de 3e stad van deze provincie. Aksu is gelegen aan de gelijknamige rivier aan de voet van het Tian Shan-gebergte, aan de zijderoute tussen Korla en Kasjgar.